# Ramming Speed
Ramming Speed ist eine US-amerikanische Metal- und Punk-Band aus Boston, Massachusetts, die 2007 gegründet wurde.

## Geschichte
Die Band wurde im Januar 2007 gegründet. Neben mehreren Touren durch die USA hatte die Gruppe bisher Auftritte in Ländern wie Großbritannien, Island, Tschechien, Deutschland, Schweden, Spanien, Italien, Polen und Österreich und zusammen mit Gruppen wie Trap Them, Torche, Municipal Waste, Phobia, Holy Grail, Toxic Holocaust, Black Tusk, Doomriders, Saviours und Revocation abgehalten. 2008 erschien über Brutal Panda Records das Debütalbum Brainwreck. Auch war die Band 2009 auf dem Obscene Extreme und 2015 auf dem Brutal Assault zu sehen. Das 2013er Album Doomed to Destroy, Destined to Die wurde zusammen mit Kurt Ballou aufgenommen. Die Veröffentlichung fand über Prosthetic Records statt. Bei demselben Label wurde 2015 das dritte Album No Epitaphs veröffentlicht. Das Album war erneut von Kurt Ballou produziert worden.

## Stil
Ronny Bittner vom Rock Hard schrieb in seiner Rezension zu Brainwreck, dass bei Ramming Speed im Vergleich zu musikalisch ähnlichen Bands wie Municipal Waste eher der Hardcore Punk und Punk im Mittelpunkt steht, wozu dann die Metal-Einflüsse kommen würden. Damit einher gehe ein etwas unsauberes Spiel und Grindcore-artige schnelle Passagen. Ansonsten könne man bemängeln, dass sich die Gruppe zu wenig auf ein schlüssiges Songwriting, sondern eher auf „Geknüppel“ konzentriere. In einer späteren Ausgabe rezensierte Patrick Schmidt Doomed to Destroy, Destined to Die und bemerkte, dass sich die Gruppe durch eine aggressive Mischung aus Hardcore Punk, Crustcore, Grindcore, Punk, Death Metal und Thrash Metal spielt, wobei es der Band gelinge, die Songs stets interessant zu gestalten. Insgesamt bezeichnete er die Musik als Mischung aus Napalm Death, Trap Them, Slayer, Disfear, Black Flag und alten Sodom. Thomas Sonder vom Metal Hammer rezensierte das Album ebenfalls und stellte fest, dass man die Band zwar dem Thrash Metal zuordnen kann, jedoch falle eine genaue Zuordnung schwer, da die Gruppe viele verschiedene Stile mit einbringe. Neben Grindcore-Passagen verarbeite man auch brutalen Death-Metal-Gesang „inklusive kämpferischer Klassenkampf-Refrains“ gepaart mit Riffs im NWoBHM-Stil und mit „wildem Gebolze und klaren Soli“. Manchmal kombiniere die Gruppe in einem Lied Genres wie Speed Metal, Thrash Metal, Death Metal, Grindcore und Hardcore Punk und auch D-Beat-Einflüsse würden in den Songs verarbeitet. Patrick Schmidt vom Rock Hard meinte in seiner Rezension zu No Epitaphs, dass der Bandname eher auf Power- und Speed-Metal vermuten lässt, jedoch sei eher Hardcore Punk, Crustcore, Grindcore, Punk, Death Metal und Thrash Metal vorzufinden. Durch die Produktion klängen die Songs druckvoll und fokussiert, wodurch klangliche Gemeinsamkeiten zu Norma Jean, Trap Them, Enabler oder Converge aufkämen.

## Diskografie
- 2007: Full Speed Ahead (EP, Teenage Disco Bloodbath Records)
- 2008: Brainwreck (Album, Brutal Panda Records)
- 2009: Always Disgusted, Never Surprised (Album, Punks Before Profits Records)
- 2011: Ramming Speed / A.N.S. (Split mit ANS, Tankcrimes Records)
- 2012: 9 Song Digital Comp (Kompilation, TBD Records)
- 2013: Doomed to Destroy, Destined to Die (Album, Prosthetic Records)
- 2015: No Epitaphs (Album, Prosthetic Records)
- 2015: Don't Let This Stay Here (Single, Prosthetic Records)